# لئو پروست
لئو پروست (انگلیسی: Leo Proost; ۱ نوامبر ۱۹۳۳ – ۲۴ مهٔ ۲۰۱۶) ورزشکار دوچرخه‌سواری پیست اهل بلژیک بود.
وی در مسابقات کشوری و بین‌المللی در مجموع برندهٔ ۳ مدال طلا، ۱ مدال نقره، ۱ مدال برنز شده‌است.